# Dariusz Kowalczyk
Dariusz Kowalczyk (ur. 16 grudnia 1963 w Mińsku Mazowieckim) – jezuita, profesor nauk teologicznych, publicysta.

## Życiorys
Syn Aleksandra i Krystyny z domu Ciąćka. Absolwent Liceum Ogólnokształcącego im. Polskiej Macierzy Szkolnej w Mińsku Mazowieckim. Do Towarzystwa Jezusowego wstąpił w 1983. Studiował filozofię w Krakowie (1985–1988) oraz teologię na Wydziale Teologicznym Bobolanum w Warszawie (1990–1993) i Uniwersytecie Gregoriańskim (1993–1995). Święcenia kapłańskie przyjął 29 czerwca 1994 w Warszawie. Stażysta Sekcji Polskiej Radia Watykańskiego (1988–1990). W latach 1995–1998 asystent na Wydziale Teologicznym Uniwersytetu Gregoriańskiego w Rzymie. W roku 1998 obronił tam doktorat z teologii dogmatycznej, napisany pod kierunkiem Luisa Ladarii Ferrera. Od 1998 roku wykładowca teologii dogmatycznej i fundamentalnej w Papieskim Wydziale Teologicznym Bobolanum w Warszawie. W 2002–2003 rektor kolegium jezuitów w Warszawie. W latach 2003–2009 prowincjał wielkopolsko-mazowiecki. Obecnie wykładowca teologii dogmatycznej na Papieskim Uniwersytecie Gregoriańskim w Rzymie. Od marca 2013 profesor nadzwyczajny. W latach 2013–2019 dziekan Wydziału Teologii tegoż uniwersytetu.
Obecny na Facebooku i Twitterze. Jest stałym publicystą tygodnika „Idziemy” oraz miesięcznika "Wpis". Przez wiele lat był także publicystą „Gościa Niedzielnego", z którym pismo zakończyło współpracę w czerwcu 2020. 

## Publikacje
- Poszukując Boga w komputerze (Kraków 1998)
- La personalità in Dio (Rzym 1999)
- Karl Rahner (Kraków 2001).
- Bóg w piekle (Warszawa 2001).
- Między dogmatem a herezją (Warszawa 2003).
- Różne oblicza Ducha (Warszawa 2005).
- Traktat o sakramentach, współautor (Warszawa 2007).
- Czy żyjemy w czasach Apokalipsy? (Warszawa 2012)
- Czy Jezus mógł się przeziębić (2015)
- W co wierzymy? Rozważania o podstawowych prawdach wiary katolickiej (2015)
- Między herezją a dogmatem (2015)
- Kościół i fałszywi prorocy (2016)